# Vaste Burchtkerk (Wijckel)
De Vaste Burchtkerk is een kerkgebouw in Wijckel in de Nederlandse provincie Friesland. Het kerkgebouw is een rijksmonument.

## Beschrijving
Sinds 2004 heet de kerk Vaste Burchtkerk. Over het bouwjaar van de kerk bestaat onduidelijkheid. De toren dateert uit de 15e eeuw. Voor de herbouw van het schip wordt het jaar 1671 genoemd, zoals ook wordt aangegeven door de jaartalankers op de toren. Het is ook mogelijk dat de kerk pas rond 1695 herbouwd werd.
De toren werd in 1821 gerestaureerd.
In de kerk bevindt zich het praalgraf van Menno van Coehoorn (1641-1704). Het werd ontworpen door Daniël Marot en gemaakt door de beeldhouwer Pieter van der Plas. Er staan twee herenbanken. De grootste behoorde toe aan de familie Van Coehoorn. Het orgel dateert uit 1900 en is gemaakt door Bakker & Timmenga.

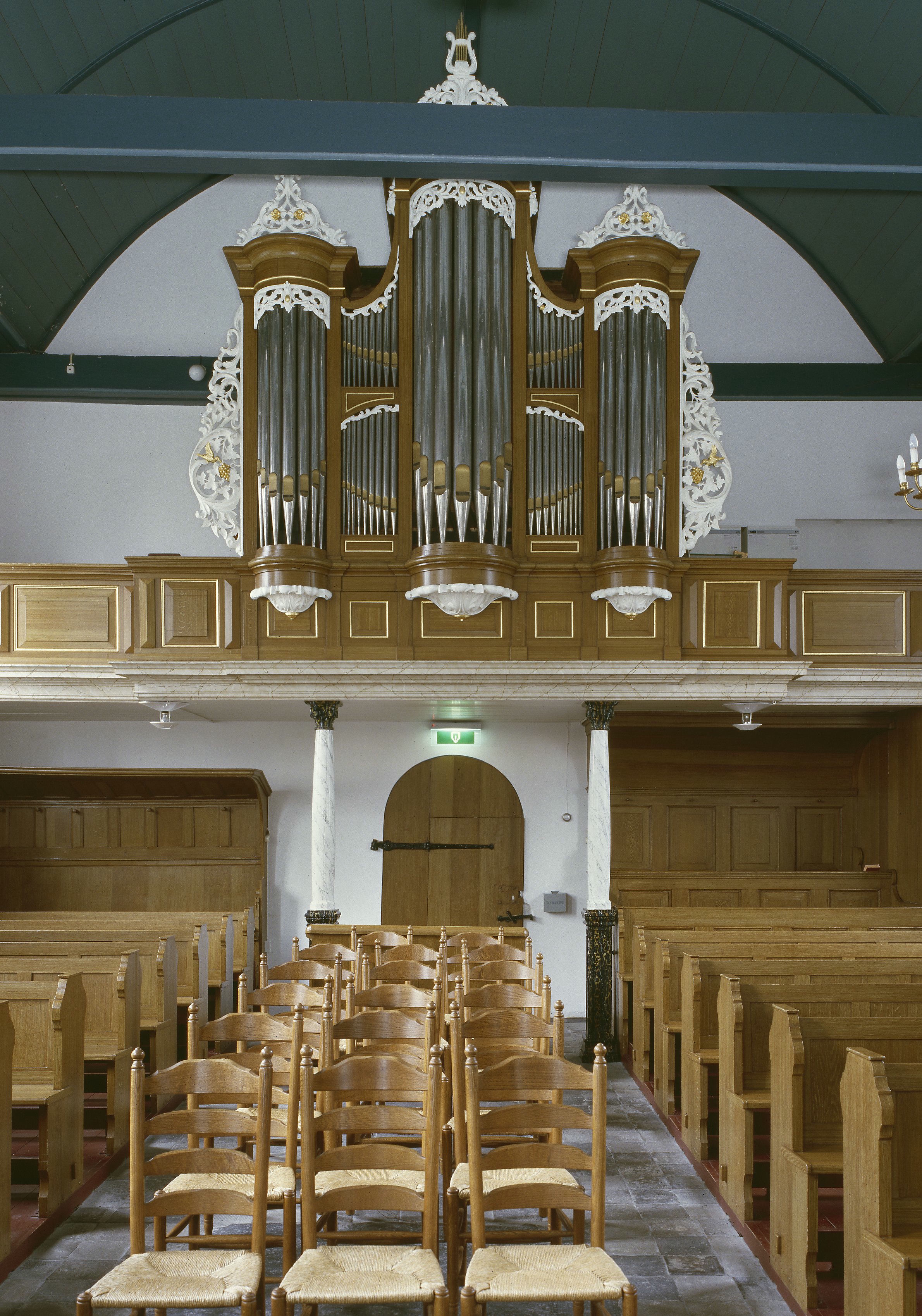
Interieur met orgel (2008)
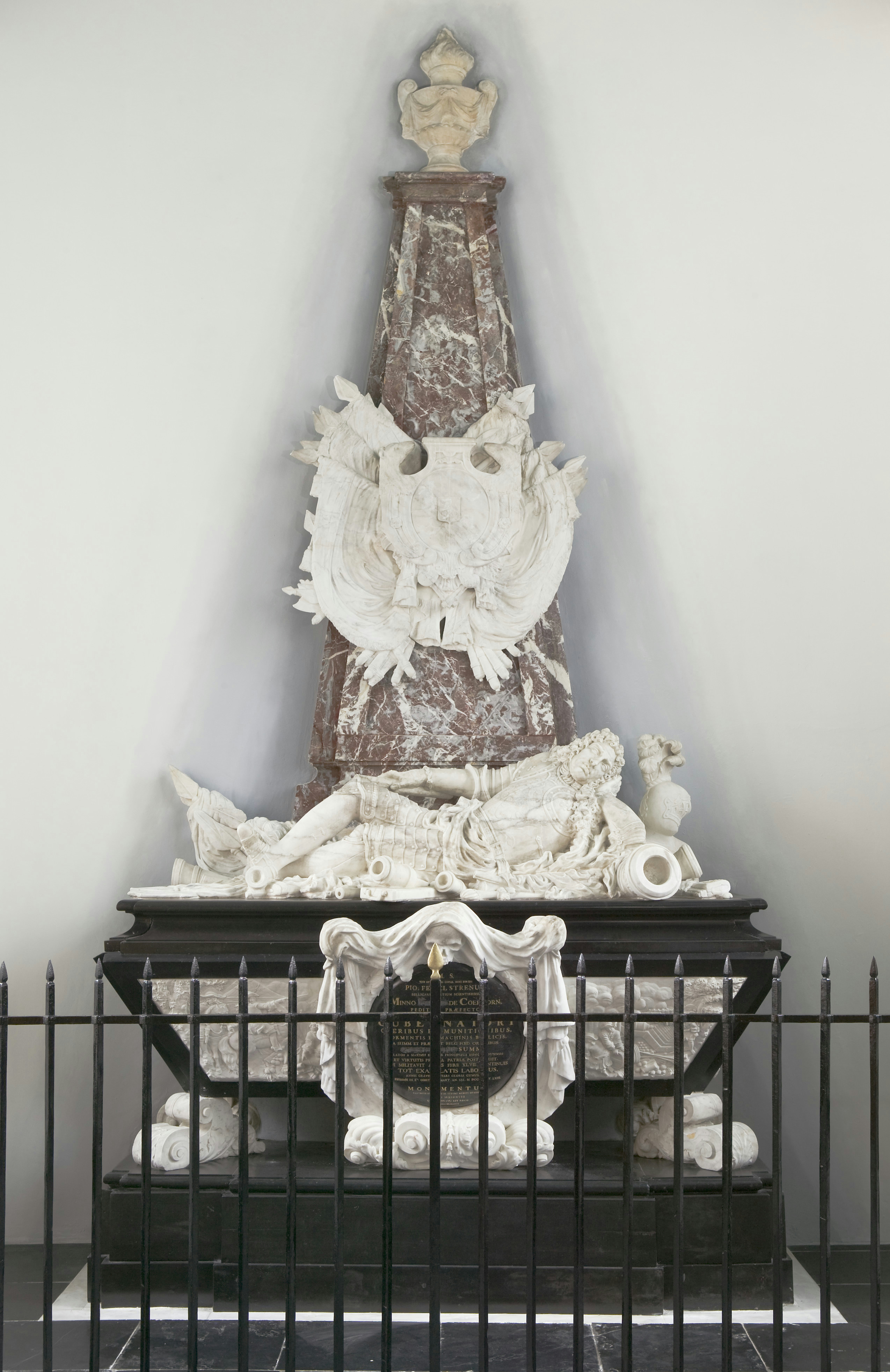
Grafmonument